# Rignac (Aveyron)
Rignac – miejscowość i gmina we Francji, w regionie Oksytania, w departamencie Aveyron. W 2013 roku jej populacja wynosiła 2072 mieszkańców. Przez gminę przepływa rzeka Aveyron. 